# Plateau van Ubachsberg

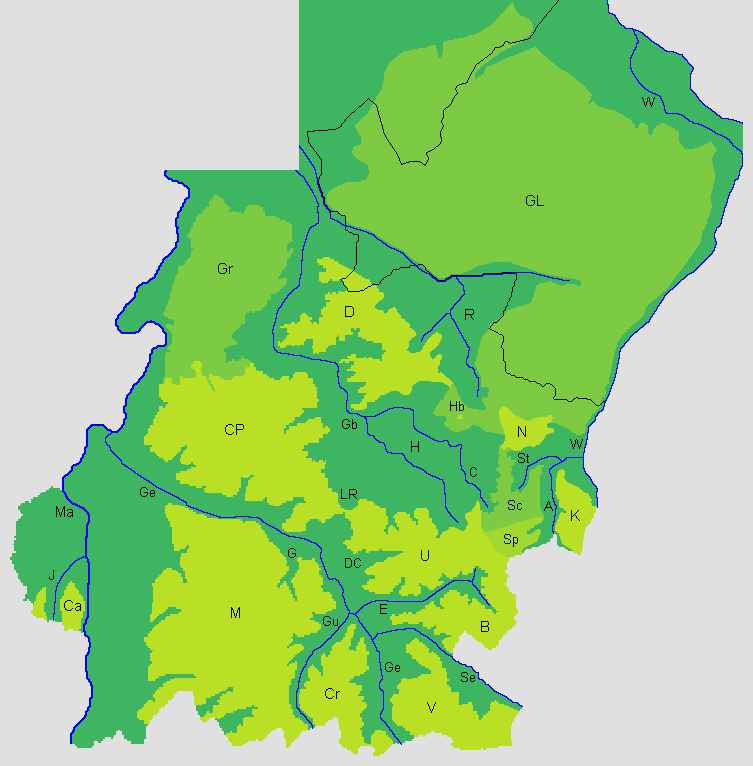
U. Plateau van Ubachsberg, LR. Ransdalerveld

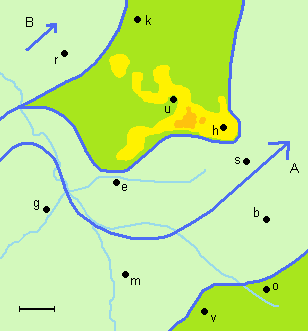
In oranje het Eiland van Ubachsberg inclusief de Vrouwenheide, in geel het Plateau van Ubachsberg. Pijl A is de Oostmaas, pijl B de Westmaas. In lichtblauw de huidige beken en de letters voor de plaatsen Kunrade, Ransdaal, Ubachsberg, Huls, Simpelveld, Eys, Gulpen, Bocholtzerheide, Mechelen, Orsbach en Vijlen.

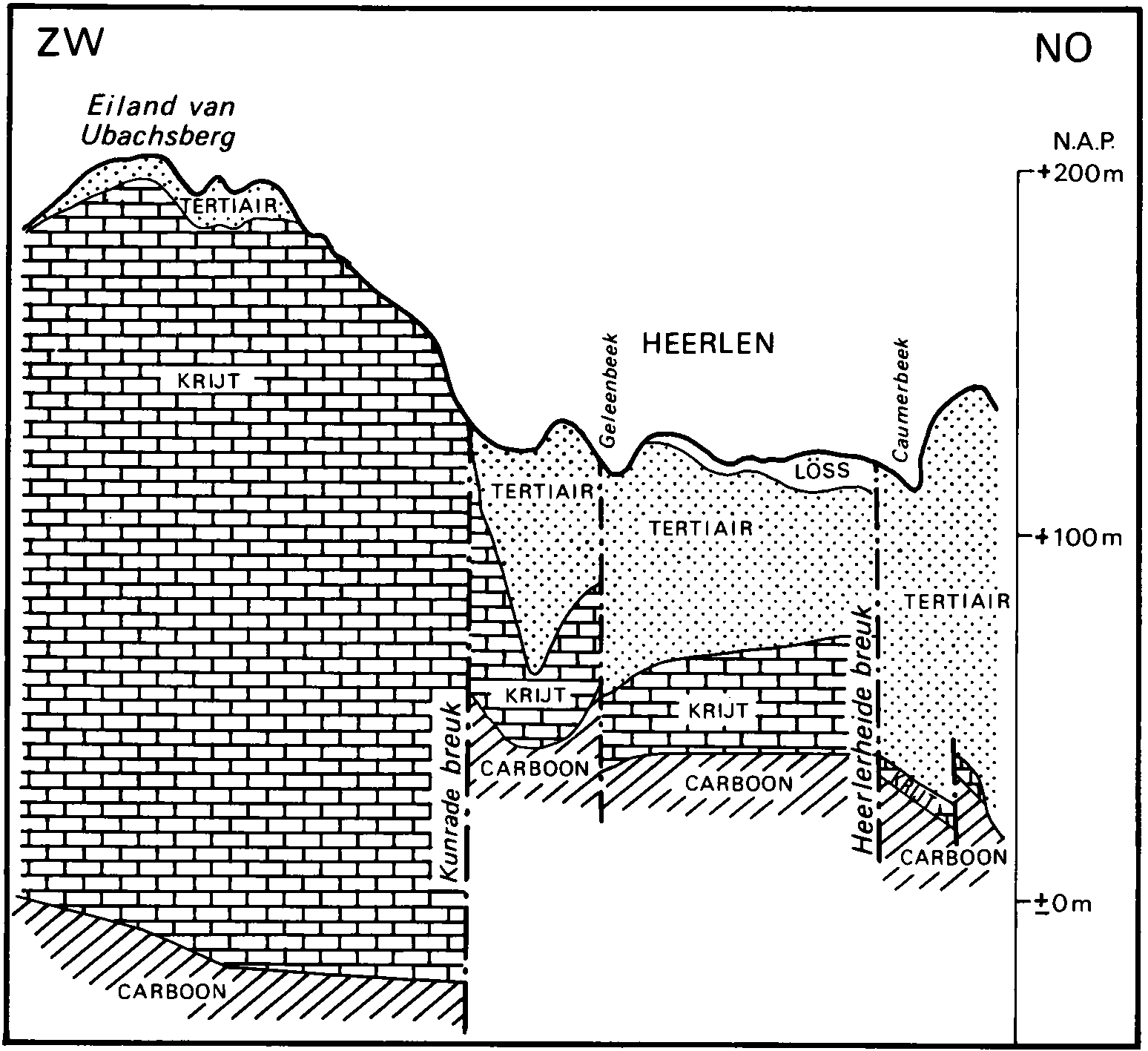
Geologisch profiel over het Eiland van Ubachsberg en het Bekken van Heerlen

Het Plateau van Ubachsberg is een plateau in het Heuvelland in Nederlands Zuid-Limburg dat ontstaan is door de erosie van omliggende rivieren en beken. Het gebied is een golvende laagvlakte dat langzaam afloopt richting het westen. Ze strekt zich uit van de Kunderberg en Putberg in het noorden, Elkenrade en de Eyserbosschen in het zuidwesten en het Froweinbos, Bosschenhuizen en Huls in het zuidoosten. Op het plateau liggen verder de plaatsen Ubachsberg, Colmont, Eyserheide, Trintelen en Mingersborg. Om het kerkdorp Ubachsberg te bereiken moet men vanuit alle kanten bergop. Het Plateau van Ubachsberg wordt doorsneden door het Droogdal van Colmont. Dit droogdal begint direct ten zuiden van het dorp Ubachsberg, tussen het dorp en het gehucht Mingersborg, en loopt af in westwaartse richting. Op de flauw hellende zijde van de dalwand komt Kunrader kalksteen aan de oppervlakte.
Het Eiland van Ubachsberg en de Vrouwenheide maken deel uit van het plateau. Op het plateau staat de windmolen Op de Vrouweheide.
Op de hellingen van het plateau ontspringen weinig beken, waaronder de Sourethbeek bij Simpelveld en de Putbergbron bij Ubachsberg.

## Begrenzing
Aan de zuidzijde wordt het plateau begrensd door het Eyserbeekdal met de Eyserbeek (met de Boerenberg als uitloper van het plateau), aan de zuidwestzijde door het Geuldal, in het noordwesten door de laagte Ransdalerveld tussen dit plateau en het Centraal Plateau en aan de noordzijde door het Geleenbeekdal met de Geleenbeek en diens zijbeken in het Bekken van Heerlen. Aan de noordoostkant gaat het plateau over in het Plateau van Schaesberg en het Plateau van Spekholzerheide dat over een lage rug (het Plateau van Schaesberg) in noordelijke richting uitkomt op het Plateau van Nieuwenhagen. Aan de zuidoostzijde gaat het plateau over in het Plateau van Bocholtz. In het zuidwesten ligt aan de andere zijde van het Geuldal het Plateau van Margraten en in het noordwesten aan de overzijde van de laagte van het Ransdalerveld het Centraal Plateau.

## Heuvels en dalen van het plateau
Een aantal heuvels aan de randen van het plateau zijn onderdeel van het Plateau van Ubachsberg. In het noorden zijn dit de Kunderberg, Daalsberg en Geulkerberg. Daar ten westen en ten zuidoosten van wordt het plateau ingesneden door droogdalen, met het droogdal van Kunrade aan de westzijde en het droogdal de Dael aan de zuidoostzijde met daarin de Daelsweg aan de oostzijde. Aan de overzijde van dit dal liggen de Putberg en de hoger gelegen Keverberg op het noordoostelijk deel van het plateau. In het zuidoosten ligt de heuvel Huls. In het zuiden ligt een heuvel met daarop Trintelen waarop de Eyserweg uitkomt, met verder naar het zuiden de uitloper Boerenberg. Ten westen van deze heuvels ligt de Grachterdalgrub, een droogdal die de oostelijke heuvel met daarop Trintelen afscheid van de Eyserberg. In het zuidwesten ligt de Eyserberg met daarop het Eyserbos (waarop de Eyserbosweg uitkomt) en de heuvel van Elkenrade. De beide hoogten worden van elkaar gescheiden door de insnijdende Elkenradergrub. Ten noorden hiervan wordt het plateau ingesneden door het Droogdal van Colmont. In het westen van het plateau liggen de heuvels Fromberg, Schaapsdries en Vrakelberg. In het noordwesten ligt ten slotte de heuvel van de Bergseweg.

## Geologie
Het gebied van het plateau wordt door enkele breuken doorkruist, waaronder de Schin op Geulbreuk en de Kunraderbreuk. Aan de noordzijde wordt het plateau begrensd door de Kunraderbreuk.
Het gebied van het Plateau van Ubachsberg kenmerkt zich door de aanwezigheid van Kunrader kalksteen dat op verschillende plekken aan de randen van het plateau aan de oppervlakte komt. Deze kalksteen wordt in de 21e eeuw nog gewonnen in de Kunradersteengroeve op de noordrand van het plateau. Andere groeves waar deze kalksteen gewonnen werd zijn onder andere Groeve Putberg op de Putberg, Groeve De Keverberg op de Keverberg, de Groeve Kunderberg en de Groeve Midweg.
De Kunrader kalksteen bleek zeer geschikt voor het branden van kalk in kalkovens. Met name rond de Eerste Wereldoorlog werden op de randen van het plateau meer dan veertig kalkovens opgericht (de meeste in Droogdal de Dael), waarmee het gebied van het plateau een hotspot was van kalkbranden in Zuid-Limburg. Van deze tientallen kalkovens resteren er in de 21e eeuw nog 14, zie hiervoor de Lijst van kalkovens in Zuid-Limburg.